# Bogdan Trif
Bogdan Trif (n. 28 aprilie 1977, Sibiu, România) este un politician român, membru al partidului PSD. În ianuarie 2018 a fost numit Ministru al Turismului.